# Stazione di Acireale

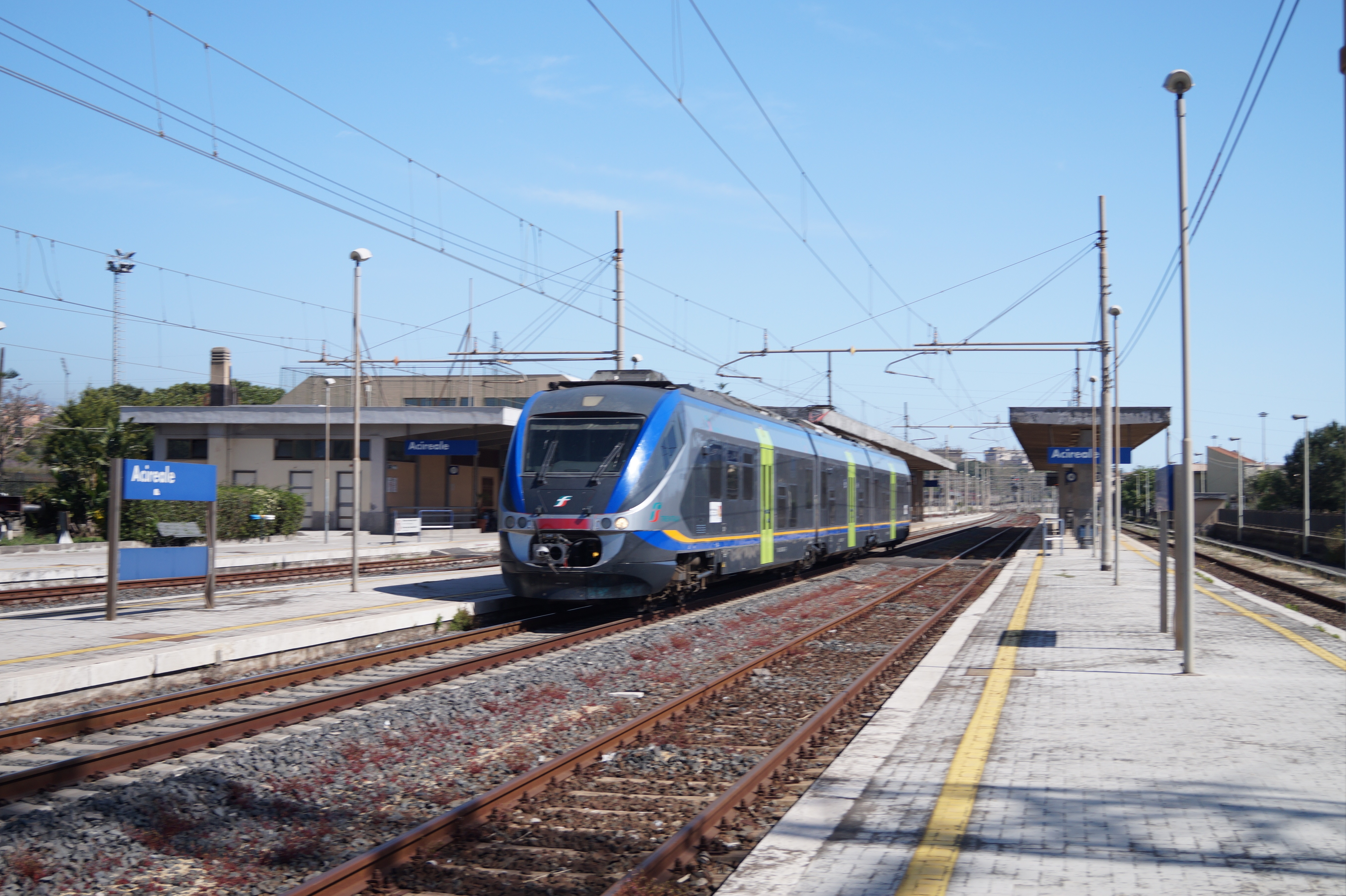
Vonat az állomáson

Stazione di Acireale vasútállomás Olaszországban, Acireale településen.

## Vasútvonalak
Az állomást az alábbi vasútvonalak érintik:
- Messina-Siracusa-vasútvonal

## Kapcsolódó állomások
A vasútállomáshoz az alábbi állomások vannak a legközelebb:
- Stazione di Cannizzaro
- Stazione di Guardia-Mangano-Santa Venerina
- Stazione di Acitrezza
- Carruba vasútállomás